# Vasile Mucea
Vasile Mucea (* 11. März 1933 in Bilca; † 11. Januar 2011 ebenda) war ein Violinist und Sänger rumänischer Volksmusik aus der Bukowina.

## Werdegang
Mucea wurde als Sohn von Margalina und Chariton Mucea geboren. Sein Großvater mütterlicherseits, Parteni Bujor, war einer der bekanntesten Geiger der Region. Zusammen mit seinen beiden Söhnen sang er in den Nachbargemeinden der heutigen Ukraine. Während des Zweiten Weltkrieges musste die Familie 1944 aufgrund der Nähe der Front evakuiert werden.
Vasile Mucea lernte im Alter von 7–8 Jahren autodidaktisch Geige spielen. Sein öffentliches Debüt gab Mucea im Frühjahr 1945 gemeinsam mit seinem jüngeren Bruder, der ihn begleitete. Daraufhin wurden sie zu Hochzeiten und anderen Festen in der Region engagiert.
Aufgrund seiner wachsenden Erfahrungen und des daraus resultierenden Erfolgs gründete Vasile Mucea 1951 den Taraf  Peony. Die Taraf-Formation wurde zu Ehren seines Großvaters Parteni Bujor benannt. Nach Beendigung seines Militärdienstes heiratete Mucea 1958 Victoria Horodnic, mit der einen Sohn hatte, der ihn später als Akkordeonist begleitete.
Neben traditionellen Balladen, Doinas und Tänzen wie Bătută, Rusască, Ciobănaș, Sârbă, Horă, Bătrânească und Huțulcă interpretierte er Stücke der rumänischen Klassik von Ciprian Porumbescu und George Enescu.
Ein repräsentatives Lied aus seinem Repertoire ist Cântă cucu-n Bucovina, welches in der Bukowina und überregional Bekanntheit erlangte. Das Lied ist eine von Constantin Mandicevschi geschriebene Komposition aus dem Jahr 1904. Ursprünglich wurde es als Trauerlied für die Rumänen aus der Bukowina unter österreichisch-ungarischer Herrschaft anlässlich des 400. Todestages von Stefan dem Großen geschrieben. Vasile Mucea entdeckte das Lied in der Gegend von Storojineţ im Dorf Corceşti wieder, welches er in den 1970er Jahren nur mit Erlaubnis der Securitate erreichen konnte. In einigen Versen adaptierte er das Lied mit Bezug auf die Annexion der nördlichen Bukowina. Cântă cucu-n Bucovina wurde u. a. von dem rumänischen
Folkloresänger Grigore Leșe interpretiert und von den rumänischen Pop-Sängerinnen Andra und ADDA, der Adrian Naidin Band sowie der Folk-Metal-Band Bucovina gecovert. Es existieren unterschiedliche Liedtextvarianten.
Mucea erlangte internationale Anerkennung und folgte 1999 der Einladung des Europarates und der Organisation Operation Village Roumain. Zusammen mit seinem Sohn und kleinem Orchester gab er Konzerte in Italien, Österreich, Frankreich, Spanien, Deutschland, in der Schweiz und im Vereinigten Königreich.
Seit 2012 wird am 3. Ostertag das Wettbewerbsfestival Vasile Mucea in Bilca organisiert. Zweck des Festivals ist die Förderung und Pflege der Volksmusik und traditionellen Bräuche der Bukowina.

## Diskografie
| Jahr | Album                 | Label             |
| ---- | --------------------- | ----------------- |
| 2006 | Cânta cucu-n Bucovina | Ana Sound Romania |

## Auszeichnungen
Für seine Leistungen als Musiker wurde Mucea 2010 vom Centrul Cultural Bucovina für die Auszeichnung Tezaur Uman Viu nominiert.